# ثيوبالد من بيك
ثيوبالد من بيك (بالفرنسية: Thibaut du Bec)‏ (و. 1090 – 1161 م) هو كاهن كاثوليكي فرنسي، ولد في Thierville ‏، توفي في كانتربيري، عن عمر يناهز 71 عاماً.

## مناصب
تولى منصب
- Roman Catholic Archbishop of Canterbury  [لغات أخرى]‏ 13 ديسمبر 1138–18 أبريل 1161[4][5]
- رئيس الدير

.